# Bice Mortara Garavelli
Bice Mortara Garavelli (Montemagno, 18 maggio 1931 – Torino, 26 gennaio 2023) è stata una grammatica e linguista italiana, studiosa di retorica.
Nata Bice Mortara, prese il secondo cognome in seguito al matrimonio con il magistrato Mario Garavelli.

## Biografia
Si diplomò nel 1950 al Liceo classico "Plana" di Alessandria, per poi laurearsi in Lettere classiche nel 1954, all'Università degli Studi di Torino, avendo per relatore il glottologo Benvenuto Terracini.
Dopo alcuni anni trascorsi insegnando in varie scuole medie e superiori, prese servizio nel 1972 all'Università di Torino, dove fu poi docente ordinaria di Grammatica italiana.
Già socia corrispondente dal 1991, nel 1995 divenne accademica ordinaria della Accademia della Crusca ; fu inoltre componente dell'Accademia delle Scienze di Torino.
Per la Casa editrice Einaudi collaborò al Dizionario di linguistica e di filologia, metrica, retorica (Torino, 1994), diretto da Gian Luigi Beccaria.
Si occupò di linguistica testuale, di linguaggi settoriali, di stilistica linguistica e letteraria e soprattutto di retorica, attraverso una lunga serie di apprezzate pubblicazioni.
Nel 2002 le fu dedicato il libro La parola al testo: scritti per Bice Mortara Garavelli, a cura di Gian Luigi Beccaria e Carla Marello. Un'ulteriore opera in suo onore fu pubblicata nel 2013: Linguistica applicata con stile: in traccia di Bice Mortara Garavelli, a cura di Francesca Geymonat.
Bice Mortara Garavelli è morta ultranovantenne nel 2023 a Torino, sua città di residenza.

## Opere
- Studi sintattico-stilistici sulle proposizioni incidentali, Torino, Università di Torino, 1956, SBN CUB\0471122.
- Aspetti e problemi di linguistica testuale: introduzione a una ricerca applicativa, Torino, Giappichelli, 1974, SBN SBL\0600150.
- Gli usi della parola: il ruolo della stilistica nell'insegnamento della lingua, Torino, Giappichelli, 1976, SBN SBL\0584557.
- Bice Mortara Garavelli (a cura di), Letteratura e linguistica, Bologna, Zanichelli, 1977, SBN LO1\0022896.
- Il filo del discorso, con un saggio di Carla Marello, Torino, Giappichelli, 1979, SBN SBL\0169177.
- La parola d'altri: prospettive di analisi del discorso, Palermo, Sellerio, 1985, ISBN 88-6274-155-3.
- Manuale di retorica, Milano, Bompiani, 1988, ISBN 88-452-4750-3.
- Le figure retoriche: effetti speciali della lingua, Milano, Bompiani per le scuole superiori, 1993, ISBN 88-450-4739-3.
- Ricognizioni: retorica, grammatica, analisi di testi, Napoli, Morano, 1995, ISBN 88-8036-135-X.
- Le parole e la giustizia: divagazioni grammaticali e retoriche su testi giuridici italiani, Torino, Einaudi, 2001, ISBN 88-06-12440-4.
- Prontuario di punteggiatura, Roma, GLF editori Laterza, 2003, ISBN 88-420-7027-0.
- Giuseppe Antonelli, Storia della punteggiatura in Europa, a cura di Bice Mortara Garavelli, Roma, Laterza, 2008, ISBN 978-88-420-8688-8.
- Il parlar figurato: manualetto di figure retoriche, Roma/Bari, GLF editori Laterza, 2010, ISBN 978-88-420-9213-1.
- Prima lezione di retorica, Roma/Bari, GLF editori Laterza, 2011, ISBN 978-88-420-9623-8.
- Silenzi d'autore, Roma/Bari, Laterza, 2015, ISBN 978-88-581-1735-4.